# Liste der meistverkauften Countrysingles in den USA (1951)
Dies ist die Liste der meistverkauften Country-and-Western-Singles in den USA im Jahre 1951. Die Liste wurde vom Billboard-Magazin gemäß den „C&W Charts according to Best Sellers in Stores“ ermittelt. Die Daten wurden durch weitergehende Informationen aus anderen Quellen und aus Fachliteratur ergänzt.
Unter der Rubrik „Titel & Komponisten“ finden sich ebenfalls Angaben zu den Musikverlagen, die den Song veröffentlicht haben, Aufnahmedatum und Produzent (sofern diese bekannt sind) sowie die Platzierung des Titels in US-Charts.
Abkürzungen:
BB = Billboard Magazine, CB = Cashbox Magazine; CW = Country & Western, BS = Best Sellers Charts, JB = Juke Box Charts, JC = Jockey Charts, Pop = Popmusik-Charts
Min. = Laufzeit des Titels, rec. = Aufnahmedatum, rel. = Veröffentlichungsdatum, prod. = Produzent, (78) = Katalognummer für die 78er Platten, analog dazu (45) und (33)
| Rang | Interpret                                                                           | Titel & Komponisten | Label & Katalognummer                                           |
| ---- | ----------------------------------------------------------------------------------- | --- | --------------------------------------------------------------- |
| 1    | Hank Williams With His Drifting Cowboys                                             | B-Seite: Cold, Cold Heart (Hank Williams, Acuff-Rose, BMI); 2:46 Min.; rec. 5. Mai 1951 in den Castle Studios, Nashville, Tenn.; prod. Fred Rose; BB-CW-BS # 2, BB-CW-JC # 1, BB-CW-JB # 4; CB Top Folk and Western Tunes 1951 # 1 A-Seite: Dear John (Tex Ritter – Aubrey Gass); 2:33 Min.; gleiche Aufnahmesession wie B-Seite; BB-CW-BS # 10, BB-CW-JB # 8 | MGM (78) 78-10904 – (45) K-10904                                |
| 2    | Lefty Frizzell                                                                      | I Want To Be With You Always (Lefty Frizzell – Jim Beck, Chappell, BMI); 3:04 Min.; BB-CW-BS # 1, B-CW-JB # 1, B-CW-JC # 1; CB Top Folk and Western Tunes 1951 # 4 B-Seite: My Baby’s Just Like Money (Lefty Frizzell – Jim Beck, Chappell, BMI); 2:44 Min.                                                                                                   | Columbia (78) 20799 – (45) 4-20799 – (33) 3-20799; rel. 01/1951 |
| 3    | Lefty Frizzell                                                                      | Always Late (With Your Kisses) (Lefty Frizzell – Blacky Crawford – Chappell – BMI); 3:09 Min.; BB-CW-BS # 1, B-CW-JB # 1, BB-CW-JC # 1; CB Top Folk and Western Tunes 1951 # 3 B-Seite: Mom's And Dad’s Waltz (Lefty Frizzell); 3:03 Min.; BB-CW-BS # 2, BB-CW-JB # 3, BB-CW-JC # 2; CB Top Folk and Western Tunes 1951 # 15                                  | Columbia (78) 20837 – (45) 4-20837 – (33) 3-20837               |
| 4    | Hank Snow                                                                           | The Rhumba Boogie (Clarence E. Snow = Hank Snow, Hill & Range Songs); 2:50 Min.; CB Top Folk and Western Tunes 1951 # 6 B-Seite: You Pass Me By (Nesbitt – Snow, Hill & Range Songs); 2:50 Min.; | Victor (78) 21-0431 – (45) 48-0431; rel. 01/1951                |
| 5    | Eddy Arnold The Tennessee Plowboy and his Guitar                                    | I Wanna Play House With You (Cy Coben); CB Top Folk and Western Tunes 1951 # 4 B-Seite: Something Old, Something New (Eddy Arnold – Cy Coben – C. Grean) | Victor (78) 21-0476 – (45) 48-0476; rel. 06/1951                |
| 6    | Eddy Arnold The Tennessee Plowboy and his Guitar                                    | There’s Been A Change In Me (Cy Coben ); 2:21 Min.; CB Top Folk and Western Tunes 1951 # 10 B-Seite: Tie Me To Your Apron Strings Again (Cy Coben); 2:49 Min. | Victor (78) 21-0412 – (45) 48-0412; rel. 12/1950                |
| 7    | Tennessee Ernie                                                                     | The Shot Gun Boogie (Tennessee Ernie – Century Songs – BMI); 2:30 Min.; BB-Pop # 21; CB-Pop # 34; CB-CW-JB #1; CB Top Folk and Western Tunes 1951 # 2 B-Seite: It Ain’t Gonna Let It Happen Again (Tennessee Ernie – Century Songs – BMI); 2:20 Min.; | Capitol (78) 1295 – (45) F-1295                                 |
| 8    | Hank Williams with his Drifting Cowboys                                             | Hey, Good Lookin’ (Hank Williams – Acuff-Rose – BMI); 2:35 Min.; rec. 16. März 1951 in den Castle Studios, Nashville, Tenn.; BB-CW-BS # 2, BB-CW-JC # 1, BB-CW-JB #4; CB Top Folk and Western Tunes 1951 # 7 B-Seite: My Heart Would Know (Hank Williams – Acuff-Rose – BMI); 2:24 Min.; rec. gleiche Aufnahmesession wie A-Seite                             | MGM (78) 11000 – (45) K-11000; rel. 22. 06. 1951                |
| 9    | Lefty Frizzell                                                                      | B-Seite: Mom's And Dad’s Waltz (Lefty Frizzell – Chappell – BMI) - (Chartdaten siehe Platz 3) A-Seite: Always Late (With Your Kisses) (Lefty Frizzell – Blacky Crawford – Chappell – BMI) - (Chartdaten siehe Platz 3) | Columbia(78) 20837 – (45) 4-20837 – (33) 3-20837                |
| 10   | Hank Snow (The Singing Ranger) and his Rainbow Ranch Cowboys                        | Golden Rocket (Clarence E. Snow = Hank Snow, Hill & Range Songs); 2:54 Min.; CB Top Folk and Western Tunes 1951 # 13 B-Seite: Paving The Highway With Tears (Steve Nelson & Ed Nelson, Jr.); 2:49 Min. | Victor (78) 21-0400 – (45) 48-0400; rel. 11/1950                |
| 11   | Hank Snow (The Singing Ranger) and his Rainbow Ranch Cowboys                        | B-Seite: I’m Movin’ On (Clarence E. Snow = Hank Snow; Hill & Range Songs); 2:28 Min.; rec. 28. März 1950 im Brown Radio Productions, Nashville, Tenn.; prod. Steven H. Sholes; (Hank Snow – Hill & Range Songs – BMI) A-Seite: With This Ring I Thee Wed (E. Nelson Jr., J. Rollins, S. Nelson); 2:29 Min.;                                                   | Victor (78) 21-0328 – (45) 48-0328; rel. 05/1950                |
| 12   | Eddy Arnold                                                                         | Kentucky Waltz (Bill Monroe); 2:36 Min.; CB Top Folk and Western Tunes 1951 # 11 B-Seite: Million Miles From Your Heart (Jenny Lou Carson); | Victor (78) 21-0444 – (45) 48-0444; rel. 03/1951                |
| 13   | Pee Wee King and his Golden West Cowboys                                            | Slow Poke (Pee Wee King & Chilton Price, Ridgeway Music, BMI); Gesang des Refrains: Redd Stewart – 2:55 Min.; BB-Pop # 3; CB Top Folk and Western Tunes 1951 # 9 B-Seite: Whisper Walt (Pee Wee King & Lillian Blankenship, Acuff-Rose Publishing, BMI); Gesang des Refrains: Redd Stewart; 3:00 Min.                                                         | Victor (78) 21-0489 – (45) 48-0489; rel. 07/1951                |
| 14   | Carl Smith                                                                          | Let’s Live A Little (Coletharp); 2:51 Min.; CB Top Folk and Western Tunes 1951 # 12 B-Seite: Nothing As Sweet As My Baby (H. Williams, Acuff-Rose, BMI); 2:25 Min. | Columbia (78) 20796 – (45) 4-20796 – (33) 3-20796; rel. 03/1951 |
| 15   | Lefty Frizzell                                                                      | B-Seite: I Love You A Thousand Ways (Lefty Frizzell); 2:28 Min.; rec. 25. Juli 1950 im Jim Beck Studio, Dallas, Tx; rel. 14. September 1950; A-Seite: If You’ve Got The Money I’ve Got The Time (Lefty Frizzell); 3:01 Min.; gleiche Aufnahmesession wie „I Love You A Thousand Ways“; CB Top Folk and Western Tunes 1951 # 8                                 | Columbia (78) 20739 – (45) 4-20739 – (33) 3-20739               |
| 16   | Johnnie and Jack (= Johnnie Wright & Jack Anglin) and their Tennessee Mountain Boys | B-Seite: Poison Love (Eimer Laird); 2:15 Min.; A-Seite: Lonesome (Jim and Jack Anglin – Johnnie Wright) | Victor (78) 21-0377 – (45) 48-0377; rel. 08/1950                |
| 17   | Hank Snow with Anita Carter and the Rainbow Ranch Boys                              | Down the Trail of Aching Hearts (Jimmy Kennedy – Nat Simon ) B-Seite: Bluebird Island (Clarence E. Snow, Hill & Range Songs) | Victor (78) 21-0441 – (45) 48-0441; rel. 03/1951                |
| 18   | Hank Snow                                                                           | B-Seite: Bluebird Island (Clarence E. Snow, Hill & Range Songs ) A-Seite: Down The Trail Of Aching Hearts (s.# 17) | Victor (78) 21-0441 – (45) 48-0441; rel. 03/1951                |
| 19   | Red Foley                                                                           | Peace In The Valley (Thomas A. Dorsey); rec. 27. März 1951 in Nashville B-Seite: Old Soldiers Never Die (Tom Glazer); rec. 22. April 1951 in Nashville | Decca (78) 46319 – (45) 9-46319                                 |
| 20   | Carl Smith                                                                          | Mister Moon (C. Butler) B-Seite: If Teardrops Were Pennies (Carl Smith) | Columbia (78) 20825 – (45) 4-20825 – (33) 3-20825; rel. 06/1951 |